# 村山三男
村山 三男（むらやま みつお、1920年4月1日 - 1979年7月29日）は、日本の映画監督。

## 略歴
新潟県生まれ。戦前は、日活多摩川撮影所に入社。戦後は大映で助監督を務めながら、1951年3月1日、日本映画演劇労働組合連合（映演労連）の議長となった 。1956年、『東京犯罪地図』で監督デビュー。戦争映画の巨匠としても知られ、また、テレビドラマ『ザ・ガードマン』『右門捕物帖』『特捜最前線』『江戸の鷹』などの演出も担当。主に三船プロダクション制作作品での演出が多く、脚本家では津田幸夫（津田幸於）や池田一朗とのコンビが多かった。
1955年に大映とショウ・ブラザーズが組んだ『楊貴妃』がきっかけとなって、1969年からショウ・ブラザーズに招かれて、穆時傑の名前で、『人頭馬 Dark Rendezvous』などの映画を監督した。

## フィルモグラフィ

### 映画
- 『虹男』（大映東京、1949年）監督助手
- 『楊貴妃』（大映東京＝ショウ・ブラザース、1955年）助監督
- 『東京犯罪地図』（大映東京、1956年）以下すべて監督
- 『女中さん日記』（大映東京、1956年）
- 『残月講道館』（大映東京、1957年）
- 『透明人間と蝿男』（大映東京、1957年）
- 『冥土の顔役』（大映東京、1957年）
- 『土俵物語』（大映東京、1958年）
- 『かあちゃんは犯人じゃない』（大映東京、1958年）
- 『消された刑事』（大映東京、1958年）
- 『白昼の侵入者』（大映東京、1958年）
- 『都会の牙』（大映東京、1959年）
- 『代診日記』（大映東京、1959年）
- 『海軍兵学校物語　あゝ江田島』（大映東京、1959年）
- 『山男の歌』（大映東京、1962年）
- 『風神雷神』（大映東京、1962年）
- 『黒の札束』（大映東京、1963年）
- 『黒の挑戦者』（大映東京、1964年）
- 『喧嘩犬』（大映京都、1964年）
- 『あゝ零戦』（大映東京、1965年）
- 『学生仁義』（大映東京、1965年）
- 『大捜査網』（大映東京、1965年）
- 『続鉄砲犬』（大映東京、1966年）
- 『悪魔からの勲章』（大映東京、1967年）
- 『ジェットF104脱出せよ』（大映東京、1968年）
- 『あゝ海軍』（大映東京、1969年）
- 『あゝ陸軍隼戦闘隊』（大映東京、1969年）
- 『人頭馬 Dark Rendezvous』（ショウ・ブラザーズ、1969年）
- 『殺機 A Cause To Kill』（ショウ・ブラザーズ、1970年）
- 『鬼門關 Hellgate』（ショウ・ブラザーズ、1970年）
- 『女秘密調査員 唇に賭けろ』（大映東京、1970年）
- 『樺太1945年夏 氷雪の門』（JPM、1974年）

### テレビドラマ
- 『ザ・ガードマン』（大映テレビ室 / TBS、1965年 - 1971年）
- 『特別機動捜査隊』（東映テレビプロ / NET、1968年）
- 『大忠臣蔵』（三船プロダクション / NET、1971年）
- 『荒野の素浪人（第1シリーズ）』（三船プロダクション / NET、1972年 - 1973年）
- 『荒野の用心棒』（三船プロダクション / NET、1973年）
- 『荒野の素浪人（第2シリーズ）』（三船プロダクション / NET、1974年）
- 『右門捕物帖（杉良太郎主演版）』（東映 / NET、1974年 - 1975年）
- 『破れ傘刀舟悪人狩り』（三船プロダクション / NET、1974年 - 1977年）
- 『剣と風と子守唄』（三船プロダクション / 日本テレビ、1975年）
- 『人魚亭異聞 無法街の素浪人』（三船プロダクション / NET、1976年）
- 『破れ奉行』（中村プロダクション / テレビ朝日、1977年）
- 『特捜最前線』（東映 / テレビ朝日、1977年 - 1987年）
- 『江戸の鷹 御用部屋犯科帖』（三船プロダクション / テレビ朝日、1978年）
- 『破れ新九郎』（中村プロダクション / テレビ朝日、1978年 - 1979年）
- 『赤穂浪士』（東映 / 中村プロダクション / テレビ朝日、1979年）